# عبد الهادي هاشم
عبد الهادي هاشم (1912 - 8 يناير 1988 م) هو باحث، ولغوي، وتربوي سوري، كان له نشاط كبير في مجال اللغة العربية ونشر بعض المقالات في مجلة مجمع اللغة العربية، وشارك في عدة مؤتمرات إقليمية وعالمية.

## عضوية ومناصب
شغل مناصب متعددة في سوريا، منها:
- محاضر في كلية الآداب في فقه اللغة.
- رئيس لجنة التربية والتعليم.
- أمين عام في وزارة المعارف.
- مدير دار الكتب الظاهرية.
- رئيس تحرير الموسوعة الفلسطينية.
- معاون وزير الثقافة.
- عضو مجمع اللغة العربية بدمشق.
- عضو في هيئة تحرير مجلة التراث العربي.[2]